# Benito Juárez 2.ª Sección (Jalpa de Méndez)
Benito Juárez 2.ª Sección es una ranchería del municipio de Jalpa de Méndez ubicado en la subregión centro del estado mexicano de Tabasco.

## Geografía
La localidad de Benito Juárez 2.ª Sección se sitúa en las coordenadas geográficas 18°10′00″N 93°11′36″O / 18.166667, -93.193333, a una elevación de 9 metros sobre el nivel del mar.

## Demografía
Según el Conteo de Población y Vivienda 2020, efectuado por el Instituto Nacional de Estadística y Geografía, la localidad de Benito Juárez 2.ª Sección tiene 3,070 habitantes, de los cuales 1,524 son del sexo masculino y 1,546 del sexo femenino. Su tasa de fecundidad es de 2.35 hijos por mujer y tiene 817 viviendas particulares habitadas.
| Gráfica de evolución demográfica de Benito Juárez 2.ª Sección entre 1921 y 2020 |
|                                                                                 |
| INEGI.                                                                          |